# 猪口

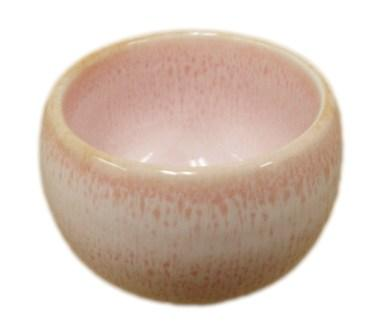
猪口

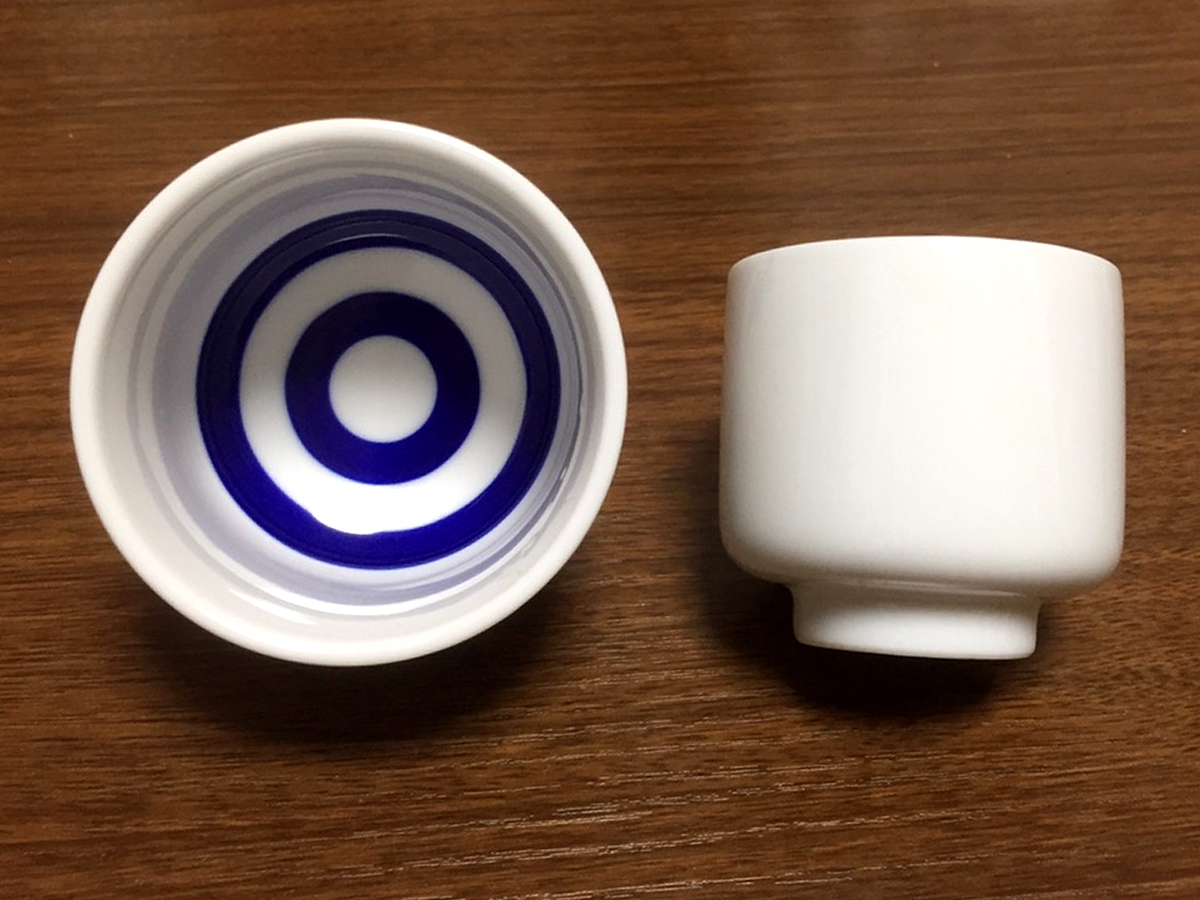
蛇の目猪口

猪口（ちょく、ちょこ）とは、小さな器のことで、一般的に酒を飲む為の小型の器（盃）、または、蕎麦をそばつゆ（汁）につけるための容器（蕎麦猪口）のことをいう。佳字を選んで「千代口」の字を当てることもある。また、お猪口（おちょこ）と表記される場合もある。

## 概要
猪口の形状は筒胴、丸胴、六角形、八角形など様々なものが存在する。材質は、陶製が多いが、ガラス製の物も良く見られる。
元来、猪口は本膳料理において用いられ、和え物や酢の物など少量の料理を盛り付ける為に使われていた器である。しかし、江戸時代中頃から酒器や蕎麦切り用の器として使用され始め、現在では、こちらの使われ方が主である。
利き酒に用いられるきき猪口は、内側の底に青い蛇目（じゃのめ）が描かれている。これは利き酒の際に、酒の色や透明度を見る為の工夫である。このことから蛇の目猪口とも呼ばれる。
なお、「ちょこ」の語源は福建音あるいは朝鮮音で水や酒の器を意味する「鍾甌(チョク/チョング)」に由来するとされる。また非常に器量・視野が狭い、もしくは無い人を「お猪口」、「お猪口の裏」と揶揄する例えに使われる。「弱弱しい」という意味の「埴猪口（へなちょこ）」は粘土（埴、へな）で作った粗末な猪口という意味で明治時代の狂歌師野崎左文の造語である。
なお「生意気、こざかしい」という意味の「猪口才（ちょこざい）」は「小さく動く」という意味の「ちょこちょこ」「ちょこまか」に由来し「猪口」とは関係ない。
酒代のことを猪口ということがある。